# Aglais
Cet article possède un paronyme, voir Anglais (homonymie).
Genre
Synonymes
- Inachis Hübner, [1819]
- Ichnusa Reuss, 1939
- Hamadryas Hübner, [1806]

Aglais est un genre holarctique de lépidoptères (papillons) de la famille des Nymphalidae, de la sous-famille des Nymphalinae et de la tribu des Nymphalini.
Plusieurs de ses espèces comptent parmi celles appelées Vanesses et Tortues en français.

## Description
Les imagos du genre Aglais sont des papillons de taille moyenne.
Leur face supérieure est rouge ou orangée, ornée d'une bordure brune et de taches noires, jaunâtres et blanches dont l'étendue et la disposition permet de distinguer les différentes espèces.
Leur face inférieure est brune.

## Répartition géographique
Les espèces du genre Aglais se rencontrent dans l'écozone paléarctique, à l'exception d’Aglais milberti, qui est présente en Amérique du Nord.

## Systématique et phylogénie
Le genre Aglais a été créé par le naturaliste suédois Johan Wilhelm Dalman en 1816.
Le nom fait référence à Aglaé, qui est l'une des trois Charites, celle qui personnifie la beauté éblouissante, la splendeur.
L'espèce type pour le genre est Papilio urticae Linnaeus, 1758.
Dans sa définition actuelle, le genre Aglais comporte sept espèces. 
Certaines sources, en général anciennes, préfèrent placer toutes ces espèces dans le genre Nymphalis, considérant qu’Aglais n'en est qu'un synonyme.
Des études de phylogénie fondées sur des critères morphologiques et moléculaires ont conduit à ajouter au genre Aglais le Paon-du-jour (Aglais io), qui était jusqu'alors l'unique représentant du genre Inachis Hübner, 1819.
Le genre Aglais ainsi élargi apparaît dès lors comme le groupe frère d'un clade comprenant les genres Nymphalis, Kaniska et Polygonia.

## Liste des espèces
- Aglais ichnusa (Hübner, [1824]) – la Petite tortue de Corse ou Vanesse de Tyrrhénide – Corse et Sardaigne
- Aglais io (Linnaeus, 1758) – le Paon-du-jour – Eurasie
- Aglais caschmirensis (Kollar, 1844) – Asie centrale et méridionale
- Aglais ladakensis (Moore, 1882) – Himalaya
- Aglais milberti (Godart, 1819) – la Petite vanesse – Amérique du Nord
- Aglais rizana (Moore, 1872) – Himalaya
- Aglais urticae (Linnaeus, 1758) – la Petite tortue ou Vanesse de l'ortie – Eurasie

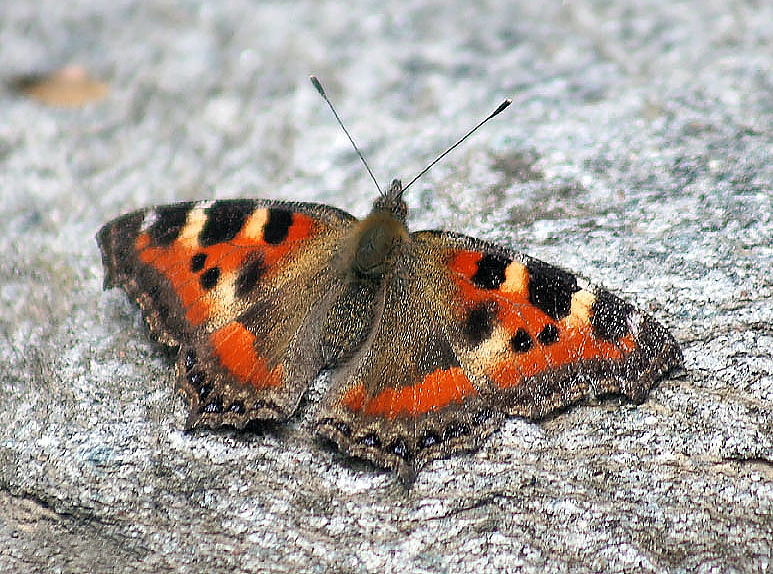
Aglais caschmirensis
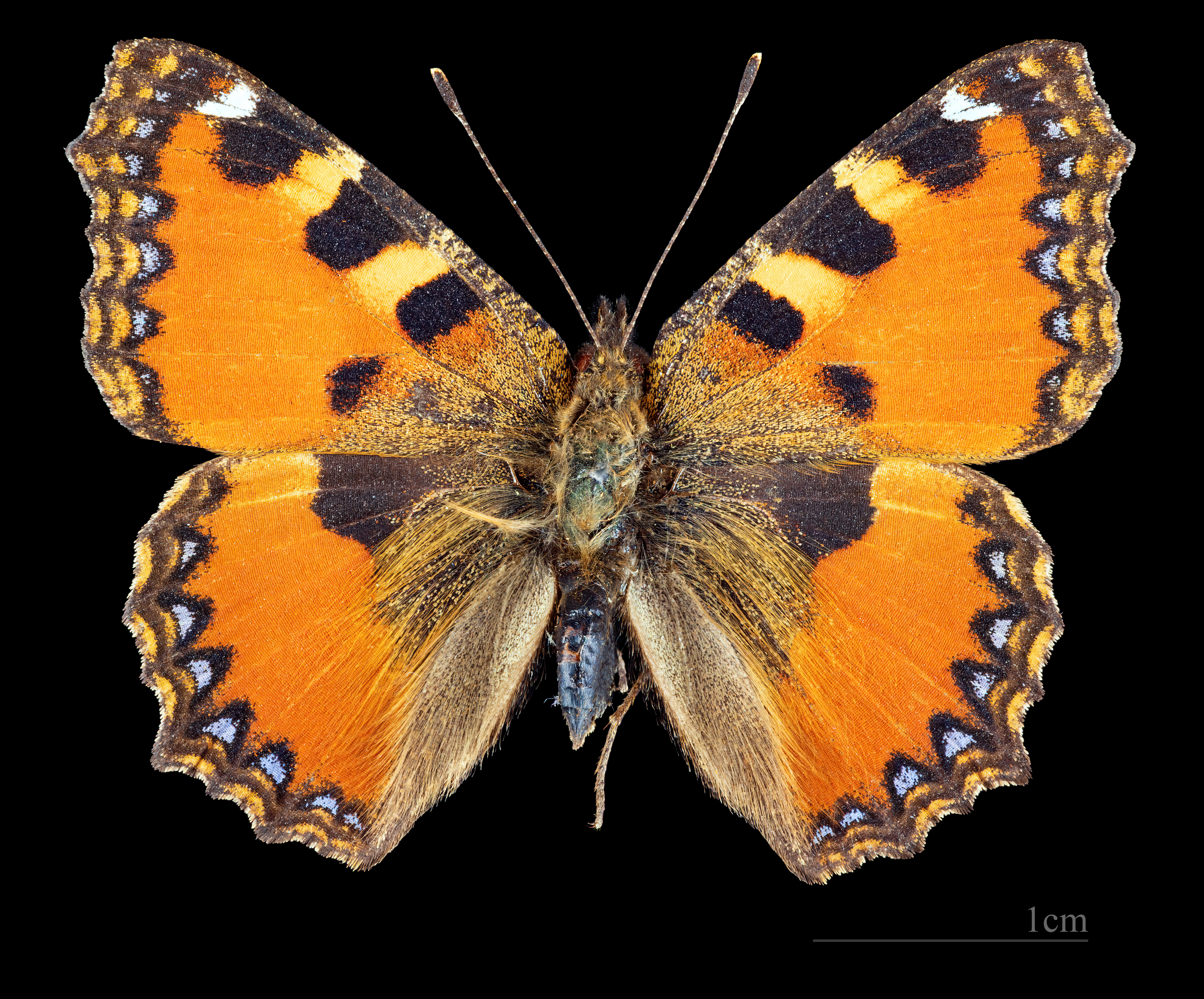
Aglais ichnusa
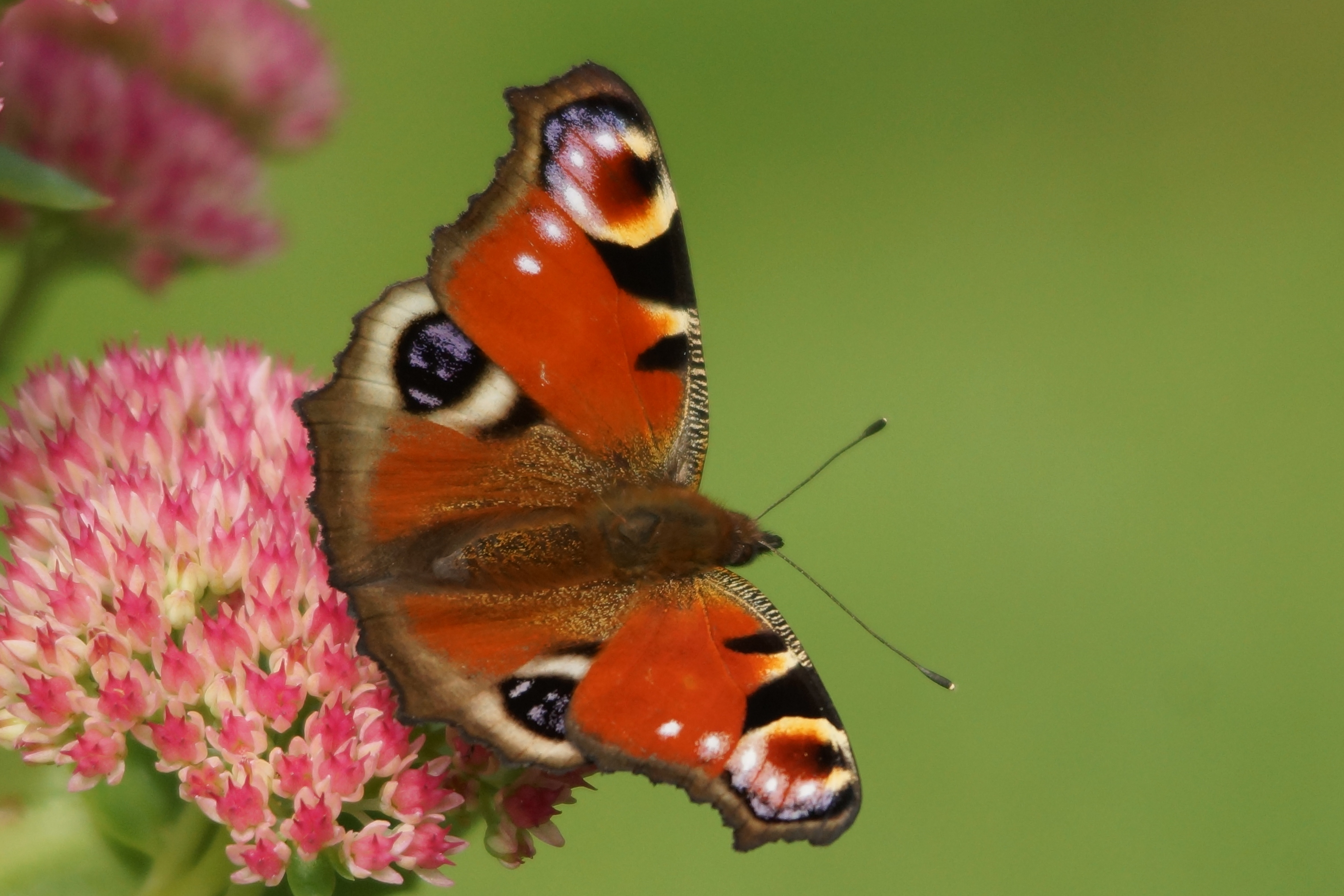
Aglais io
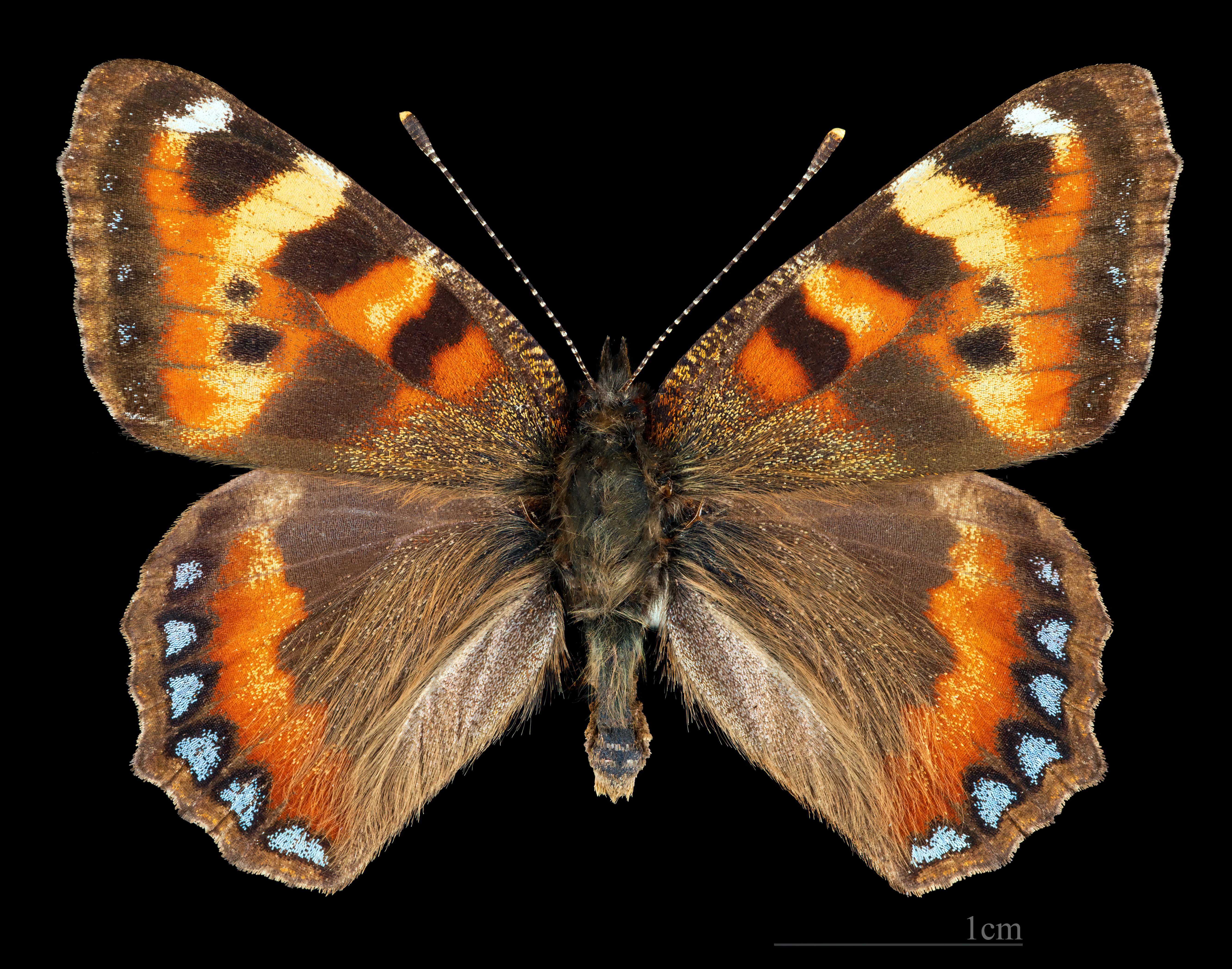
Aglais ladakensis
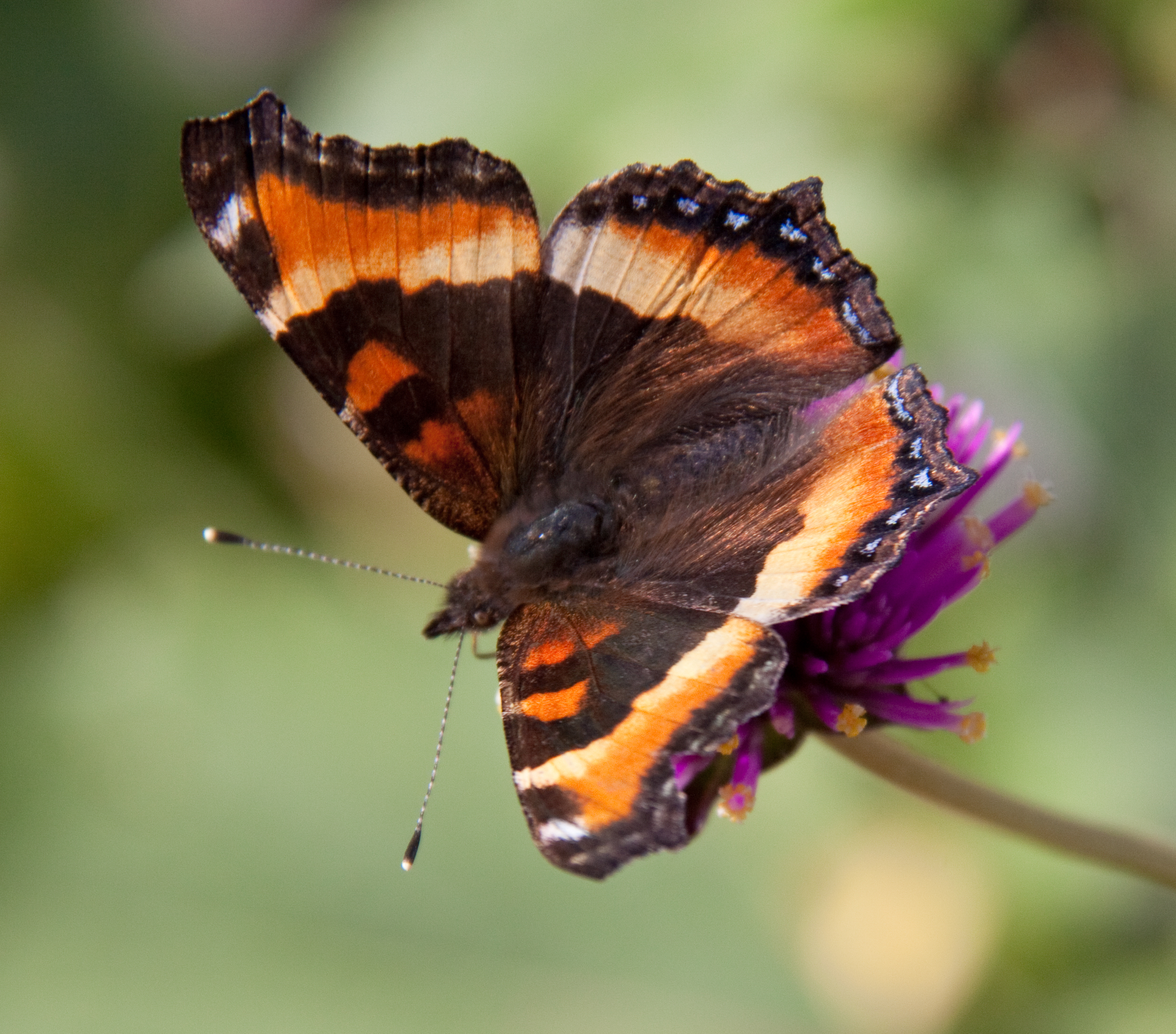
Aglais milberti
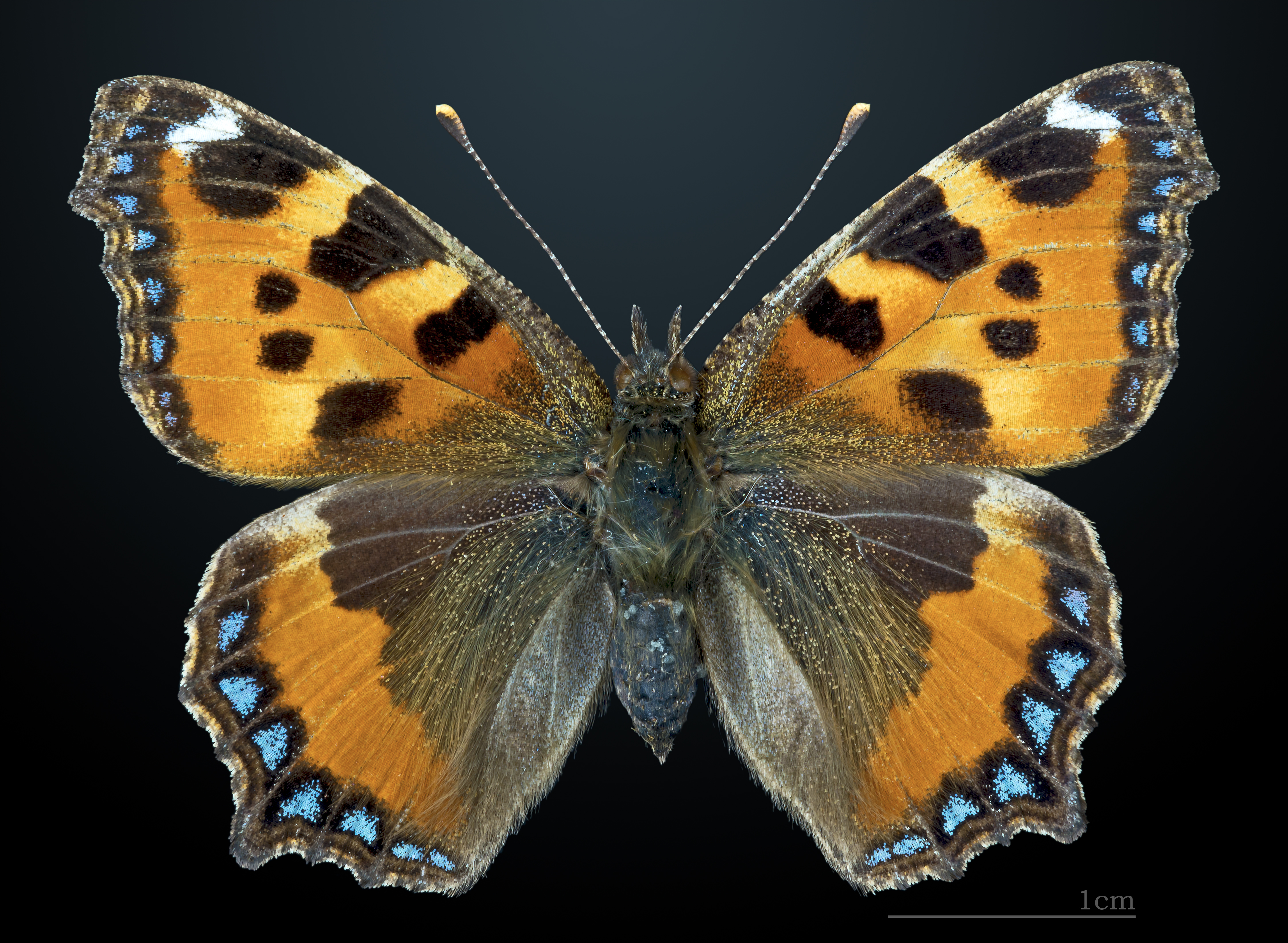
Aglais urticae